# Katja Kipping
Katja Kipping (ur. 18 stycznia 1978 w Dreźnie) – niemiecka polityczka, deputowana do Bundestagu, współprzewodnicząca Die Linke (2012–2021), senator ds. społecznych, pracy i integracji Berlina (2021–2023).

## Życiorys
W 1996 ukończyła szkołę średnią, po czym spędziła rok na wolontariacie w Gatczynie w Rosji. Po powrocie ukończyła studia z przedmiotów slawistyka, amerykanistyka i prawo publiczne na Uniwersytecie Technicznym w Dreźnie. W 2003 uzyskała magisterium.
W 1998 wstąpiła do Partii Demokratycznego Socjalizmu. Od 1999 do 2003 zasiadała w radzie miejskiej Drezna. Od 1999 do 2005 sprawowała mandat deputowanej do landtagu Saksonii, gdzie była rzeczniczką delegacji PDS do spraw transportu i polityki energetycznej. Pełniła funkcję zastępcy przewodniczącego Die Linkspartei.PDS, z którą dołączyła do Lewicy. W 2005 została po raz pierwszy wybrana do Bundestagu. W wyborach w 2009, 2013, 2017 i 2021 uzyskiwała reelekcję na kolejne kadencje.
W czerwcu 2007 powołana na wiceprzewodniczącą Lewicy. Podczas zjazdu partii w czerwcu 2012 wybrana na współprzewodniczącą partii obok pochodzącego z zachodnich Niemiec Bernda Riexingera. Głosowało na nią 67% uczestników kongresu. W lutym 2021 zakończyła pełnienie tej funkcji. W grudniu tegoż roku dołączyła do rządu Berlina jako senator do spraw społecznych, pracy i integracji. Stanowisko to zajmowała do kwietnia 2023.